# Casey Plett
Casey Plett (Winnipeg, 20 de junio de 1987) es una escritora canadiense, conocida por su novela Little Fish, su colección de cuentos ganadora del premio Lambda Literary, A Safe Girl to Love, y su colección de cuentos nominada al premio Giller, A Dream of a Woman. Plett es una mujer transgénero y, a menudo, centra esta experiencia en sus escritos.

## Biografía
Plett nació en Winnipeg, Manitoba y creció en una familia menonita en Morden, Manitoba. Asistió a la escuela secundaria en Eugene (Oregón) y luego se mudó a Portland para asistir a la universidad y a Nueva York para realizar estudios de posgrado. Actualmente vive en Windsor (Ontario).
Plett escribió anteriormente una columna regular sobre su transición de género para Internet Tendency de McSweeney. Es crítica de libros para Winnipeg Free Press y ha publicado trabajos en Rookie, Plenitude, The Walrus y Two Serious Ladies.
Además de su trabajo como autora, es coeditora con Cat Fitzpatrick de Mientras tanto, en otros lugares: ciencia ficción y fantasía de escritores transgénero, una antología de ficción especulativa de autores transgénero de Topside Press.  Mientras tanto, Elsewhere recibió un premio Stonewall Book Award en 2018. Después de la disolución de Topside, Plett y Fitzpatrick cofundaron LittlePuss Press, inicialmente para continuar con la impresión de Meanwhile, Elsewhere. Posteriormente publicaron Faltas, que recibió el Premio Stonewall 2023 en la categoría de no ficción.
Ha citado a Imogen Binnie, Elena Rose y Julia Serano como algunas de sus influencias.
Su colección de cuentos de 2014 A Safe Girl to Love fue reimpresa por Arsenal Pulp Press con un nuevo epílogo de la autora en 2023.
Su colección de cuentos, A Dream of a woman, fue nominada para el Premio Giller 2021. Luego, Plett formó parte del jurado del Premio Giller en 2022.

## Premios
| Trabajar             | Premios                                                           | Resultado       | Árbitro.      |
| -------------------- | ----------------------------------------------------------------- | --------------- | ------------- |
| A Safe Girl to Love  | Premio Literario Lambda de Ficción Transgénero                    | Ganador         | [ 11 ]        |
| A Safe Girl to Love  | Premio Dayne Oglivie                                              | Nominado        | [ 12 ] [ 13 ] |
| Meanwhile, Elsewhere | Premio del Libro Stonewall; Premio de Literatura Barbara Gittings | Ganador         | [ 6 ]         |
| Little Fish          | Premio Primera Novela Amazon.ca                                   | Ganador         | [ 14 ]        |
| Little Fish          | Premio Literario Lambda de Ficción Transgénero                    | Ganador         | [ 15 ]        |
| A Dream of a Woman   | Premio Giller                                                     | Preseleccionado | [ 16 ] [ 9 ]  |
| On Community         | Premio Literario Lambda de No Ficción Transgénero                 | En proceso      | [ 17 ]        |

## Trabajos seleccionados
Las obras de Plett incluyen las siguientes:
- Plett, Casey (2014). A Safe Girl to Love. Topside Press. ISBN 978-1627290050.
- Plett, Casey Plett; Fitzpatrick, eds. (2017). Meanwhile, Elsewhere: Science Fiction and Fantasy from Transgender Writers. Topside Press. ISBN 978-1627290180.
- Plett, Casey (2018). Little Fish. Arsenal Pulp Press. ISBN 978-1551527208.
- Plett, Casey (2021). A Dream of a Woman. Arsenal Pulp Press. ISBN 978-1551528564.
- Plett, Casey (2023). On Community. Biblioasis. ISBN 978-1771965774.